# سفارة اليابان في أستراليا
سفارة اليابان في أستراليا هي أرفع تمثيل دبلوماسي لدولة اليابان لدى أستراليا. تقع السفارة في وهي تهدف لتعزيز المصالح اليابانية في أستراليا.

## وصلات خارجية
- قائمة سفارات اليابان
- قائمة السفارات في أستراليا